# Robert Ford
Pour les articles homonymes, voir Robert Ford (homonymie).
Robert Newton Ford, né le 31 janvier 1862 dans le comté de Ray (Missouri), et mort le 8 juin 1892 à Creede (Colorado), dit Bob Ford, est un hors-la-loi américain, surtout connu pour avoir assassiné Jesse James en 1882 en lui tirant dans le dos, alors qu'il était l'un de ses proches amis et que Jesse James lui faisait toute confiance. 
Ford est tué le 8 juin 1892 par arme à feu à Creede dans le Colorado par Edward O'Kelley.